# Mosdószivacs
A mosdószivacs (Spongia officinalis) a szaruszivacsok (Demospongiae) osztályának Dictyoceratida rendjébe, ezen belül a Spongiidae családjába tartozó faj.
A Spongia nem típusfaja.

## Előfordulása
A mosdószivacs előfordulási területe a Földközi-tenger, a Karib-tenger és a Karib-térség körüli vizek.

## Megjelenése
Az élő állat alig hasonlít a kereskedelmi „szivacs”-hoz, rostos vázát fekete, piszkosbarna vagy szürke lágytest veszi körül. Alakja csomós, átmérője a 60 centimétert is elérheti. Felszínén jól felismerhetők a szétszórtan elhelyezkedő, kissé kiemelkedő vízkivezető nyílások. Tömör váza erős és finom sponginfonalakból áll, kovatűket és homokszemcséket nem tartalmaz.

## Élőhelye
A sponginváz rugalmas fonalaival felszívja a vizet, de nyomással az eltávolítható, az elengedett szivacs pedig visszanyeri alakját.